# خرچنگ سیاه
خرچنگ سیاه (نام علمی: Scylla serrata) نام یک گونه از تیره خرچنگ‌ها شناگر است.